# Ратислав
Ратислав I Му́дрый (нем. Ratislaus; ок. 1105, Рюген — ок. 1141, там же) — князь племени руян до 1141 года.

## Биография
Ратислав родился около 1105 года на острове Ругия (ныне Рюген) в княжеском роду Виславидов, основателем которого почитался князь Вислав. Он был потомком князей Круто и Гриня и сам был князем племени руян.
Ратислав воевал с князем Генрихом Ободритским и Эриком II, королём Дании. Его сыновьями (по другой версии — потомками) были братья Теслав (ум. 1170) и Яромар I (ок. 1141 — 1218) — будущие князья Рюгена, — а также Стоислав (ум. после 1193), прозванный Путбусом (родоначальник фон Путбусов — боковой ветви княжеского дома Рюгена).
Женой Ратислава была принцесса, о которой известно, что она была сестрой князя Мислава Гюцковского и была христианкой. Крестил её во время одной из своих миссий в Померании «апостол народа Померании» Отто Бамбергский.